# Ismaning
Ismaning – miejscowość i gmina w Niemczech, w kraju związkowym Bawaria, w rejencji Górna Bawaria, w regionie Monachium, w powiecie Monachium. Leży około 15 km na północny wschód od centrum Monachium, nad Izarą, przy drodze B388, B471 i linii kolejowej Monachium – Port lotniczy.
W mieście znajduje się stacja kolejowa Ismaning.
Siedzibę mają przedsiębiorstwo Junkers i Zeppelin i sportowy kanał telewizyjny Sport1.

## Demografia

### Liczba ludności
| Rok  | Liczba mieszk. |
| ---- | -------------- |
| 1900 | 1 951          |
| 1910 | 2 359          |
| 1919 | 2 402          |
| 1946 | 4 460          |
| 1950 | 4 795          |
| 1960 | 5 860          |

| Rok  | Liczba mieszk. |
| ---- | -------------- |
| 1970 | 8 038          |
| 1980 | 12 511         |
| 1990 | 13 527         |
| 2000 | 14 270         |
| 2003 | 14 638         |
| 2004 | 14 887         |
| 2007 | 14 939         |

### Struktura wiekowa
Dane o ludności z 31 grudnia 2008:
| Opis                                | Ogółem | Ogółem | Kobiety | Kobiety | Mężczyźni | Mężczyźni |
| ----------------------------------- | ------ | ------ | ------- | ------- | --------- | --------- |
| Jednostka                           | osób   | %      | osób    | %       | osób      | %         |
| Populacja                           | 15 181 | 100    | 7835    | 51,61   | 7346      | 48,39     |
| Wiek przedprodukcyjny (0–17 lat)    | 2692   | 17,73  | 1330    | 8,76    | 1362      | 8,97      |
| Wiek produkcyjny (18–65 lat)        | 9597   | 63,22  | 4930    | 32,47   | 4667      | 30,74     |
| Wiek poprodukcyjny (powyżej 65 lat) | 2892   | 19,05  | 1575    | 10,37   | 1317      | 8,68      |

## Polityka
Wójtem gminy jest Michael Sedlmair z FWG, rada gminy składa się z 24 osób.
|      | CSU | SPD | FWG | Zieloni | Razem |
| 2008 | 5   | 6   | 11  | 2       | 24    |
| 2002 | 7   | 6   | 10  | 1       | 24    |